# Włodzimierz Juszczak
Włodzimierz Juszczak OSBM, właśc. Roman Juszczak (ur. 19 lipca 1957 w Legnicy) – polski duchowny greckokatolicki, bazylianin, biskup eparchii wrocławsko-koszalińskiej od 1999 (do 2020 eparchii wrocławsko-gdańskiej).

## Życiorys

### Przesiedlenie rodziny
Ojciec Romana, Bazyli, został jako kilkunastoletni chłopiec wraz z rodzicami wysiedlony z miejscowości Bednarka k. Gorlic na Łemkowszczyźnie, w wyniku akcji „Wisła”. Matka Iwanna (z d. Tełesnyćka) wywieziona wraz z rodzicami w 1942 z miejscowości Brzuska k. Birczy na roboty przymusowe do Niemiec. W drodze powrotnej z wygnania rodzina dowiedziała się, że w dniu 11 kwietnia 1945 wymordowano tam 180 osób narodowości ukraińskiej wraz z proboszczem ks. Biłykiem. W tej sytuacji na jakiś czas zatrzymała się we wsi Rosochata k. Legnicy, gdzie w 1947 spotkała się z wysiedleńcami z Łemkowszczyzny. Rodzice przyszłego biskupa poznali się na ziemiach zachodnich i w 1956 zawarli małżeństwo.

### Dzieciństwo i młodość
Pierwszy syn, Roman, otrzymał sakramenty chrztu i bierzmowania w parafii greckokatolickiej w Legnicy, w której posługę duszpasterską pełnił wówczas ks. Włodzimierz Hajdukiewicz, i tam został odnotowany w księdze ochrzczonych pod numerem pierwszym. Szkołę podstawową ukończył w 1972 w Rosochatej i rozpoczął naukę w IV Liceum Ogólnokształcącym w Legnicy pod opieką Jarosławy Kisielewskiej. Proboszczem legnickiej parafii i duszpasterzem młodzieży był wówczas ks. mitrat Jan Martyniak, późniejszy greckokatolicki metropolita przemysko-warszawski.

### Życie zakonne
Po maturze, 31 sierpnia 1976 Roman Juszczak wstąpił do Zakonu oo. Bazylianów, z którymi utrzymywał kontakty jeszcze podczas nauki w szkole podstawowej. Przyjął imię zakonne Włodzimierz i odbył nowicjat pod duchowym kierownictwem o. Jozafata Romanyka. Pierwsze śluby zakonne złożył 18 czerwca 1978. Studia filozoficzno-teologiczne w Wyższym Seminarium Duchownym w Warszawie ukończył w 1983 i 1 maja złożył śluby wieczyste. 8 maja przyjął święcenia diakonatu, a 28 maja święcenia kapłańskie w Legnicy z rąk metropolity wrocławskiego Henryka kardynała Gulbinowicza, po czym pracował jako duszpasterz parafii w Bartoszycach, otwartej w 1982 przez o. Juliana Gbura i parafii w Asunach (woj. warmińsko-mazurskie) istniejącej od 1957. W 1984 rozpoczął zaoczne studia w Akademii Teologii Katolickiej w Warszawie na Wydziale Prawa Kanonicznego i uzyskał licencjat w 1990. Od 1985 obsługiwał także parafię w Ostrym Bardzie, gdzie pierwszym duszpasterzem był ks. Bazyli Oszczypko. W 1989 prowincjał o. Wasyl Medwit, obecny biskup egzarcha kijowsko-wyszhorodzki powołał go do monasteru bazyliańskiego w Warszawie, aby objął obowiązki magistra nowicjatu i prefekta braci studentów. Służba w monasterze warszawskim miała miejsce w czasie, gdy Kościół greckokatolicki na Ukrainie oraz wszystkich byłych krajach komunistycznych wychodził z podziemia (współczesnych katakumb). Aby pomóc bazyliańskim wspólnotom, które dopiero co wyszły z ukrycia, postanowiono otworzyć monaster dla bazyliańskich nowicjuszy i studentów z Ukrainy, Rumunii i Słowacji.
Jesienią 1993 przeniesiony do monasteru w Węgorzewie, gdzie objął obowiązki proboszcza parafii greckokatolickiej oraz dziekana olsztyńskiego. Po wyniesieniu o. Wasylija Medwita do godności biskupa od lipca 1994 przejął obowiązki protoihumena (prowincjała) bazyliańskiej wspólnoty w Polsce i wrócił do Warszawy. Korzystając z pomocy o. Jozafata Romanyka, o. Melecjusza Biłyńskiego, o. Marka Skórki, jak również braci zakonnych zajął się studentami, życiem całej prowincji, wykonując jednocześnie obowiązki proboszcza parafii greckokatolickiej w Warszawie. Ze szczególną uwagą zajął się oddanymi w 1996 przez państwo bazyliańskim monasterem i cerkwią na Zasaniu w Przemyślu mając tu oddanego współpracownika w osobie przełożonego o. Tymoteusza Fesza.
24 kwietnia 1999 decyzją Jana Pawła II mianowany biskupem eparchii wrocławsko-gdańskiej ukraińskiego Kościoła greckokatolickiego. Chirotonia i ingres odbyły się 19 czerwca 1999.